# Heinrich Walter Schmitz
Heinrich Walter Schmitz (* 15. Juli 1948 in Setterich) ist ein deutscher Kommunikationswissenschaftler.

## Leben
Von 1968 bis 1973 studierte er an der Universität Bonn Völkerkunde (Hauptfach) mit dem Schwerpunkt Amerikanistik bei Udo Oberem, der Kommunikationsforschung und Phonetik (erstes Nebenfach) bei Gerold Ungeheuer und der Soziologie (zweites Nebenfach) bei Gottfried Eisermann und Richard Martinus Emge. Nach der Promotion 1977 zum Dr. phil. im Fach Kommunikationsforschung und Phonetik (Nebenfächer: Völkerkunde und Soziologie) bei Gerold Ungeheuer und der Habilitation 1987 an der Philosophischen Faktultät der Universität Bonn im Fach Kommunikationsforschung war er von 1992 bis 2013 Universitätsprofessor (C 4) für das Fach Kommunikationswissenschaft an der Universität Essen.

## Schriften (Auswahl)
- Ethnographie der Kommunikation. Kommunikationsbegriff und Ansätze zur Erforschung von Kommunikationsphänomenen in der Völkerkunde. Hamburg 1975, ISBN 3-87118-200-1.
- Tatgeschehen, Zeugen und Polizei. Zur Rekonstruktion und Beschreibung des Tathergangs in polizeilichen Zeugenvernehmungen. Wiesbaden 1978, OCLC 1069842295.
- mit Claudia Schirrmeister: „Was soll nur aus dir einmal werden ...“. Berufsfelder und Perspektiven für Absolventen der Kommunikationswissenschaft an der Universität Duisburg-Essen. Aachen 2006, ISBN 3-8322-5591-5.
- mit Jessica Pohl und Olaf A. Schulte: Videokonferenz als Form technisch vermittelter Kommunikation. Tübingen 2006, ISBN 3-87276-865-4.